# Belala Katte, Shimoga
Belala Katte là một làng thuộc tehsil Shimoga, huyện Shimoga, bang Karnataka, Ấn Độ.